# Jekatierina Osiczkina
Jekatierina Siergiejewna Osiczkina (ros. Екатерина Сергеевна Осичкина; ur. 2 kwietnia 1986 w Kowrowie) – rosyjska siatkarka, reprezentantka kraju, grająca na pozycji środkowej.
Od sezonu 2015/2016 występuje w drużynie Jenisiej Krasnojarsk.

## Sukcesy klubowe
Puchar Challenge:
- 2013

Mistrzostwo Rosji:
- 2017

## Sukcesy reprezentacyjne
Letnia Uniwersjada:
- 2011